# Мадрасо, Федерико
Федери́ко де Мадра́со и Кунц (исп. Federico de Madrazo y Kuntz; 9 февраля 1815, Рим — 10 июня 1894, Мадрид) — испанский живописец, известный преимущественно как мастер исторической картины и портретист.

## Происхождение и семья
Федерико Мадрасо — представитель художественной династии Мадрасо. Художниками были его отец, Хосе Мадрасо (1781—1859), брат Луис, и сын Раймундо (1841—1920). Мать Федерико, Изабелла Кунц (Кунцте; 1785—1866), уроженка Рима, была дочерью польского художника Тадуеша Кунтце (1727—1793). Дочь Федерико и сестра Раймундо, Сесилия де Мадрасо (1846—1932), была супругой художника Мариано Фортуни (1838—1874) и матерью дизайнера одежды Мариано Фортуни и Мадрасо (1871—1949).

## Биография
Родился в 1815 году в Риме.
Учится живописи начал под руководством отца. Затем обучался в Королевской академии изящных искусств Сан-Фернандо в Мадриде. В 1832 году для продолжения художественного образования отправился в Париж, где учился у Франца Ксавера Винтерхальтера и Жана Огюста Доминика Энгра. 
В 1835 году, вместе со своим братом Педро, Федерико основал художественный журнал «El Artista». После Парижа некоторое время прожил в Риме, где познакомился с творчеством назарейцев. 
В 1842 году вернулся в Мадрид, где получил от королевы Изабеллы II должность придворного художника. 
В 1846 году был удостоен французского ордена Почётного легиона.
В 1860 году Мадрасо был назначен директором музея Прадо и ректором Королевской академии изящных искусств Сан-Фернандо. 
Автор не изданного при его жизни фундаментального труда по истории живописи XVIII века. 
Среди учеников Мадрасо — Хосе Гальегос-и-Арноса, Хосе Вильегас Кордеро, Ансельмо Гинеа и Хосе Касадо дель Алисаль.
Творческое наследие Федерико Мадрасо включает многочисленные портреты испанской знати, исторические и религиозные полотна.
Скончался в 1894 году в Мадриде.

## Галерея

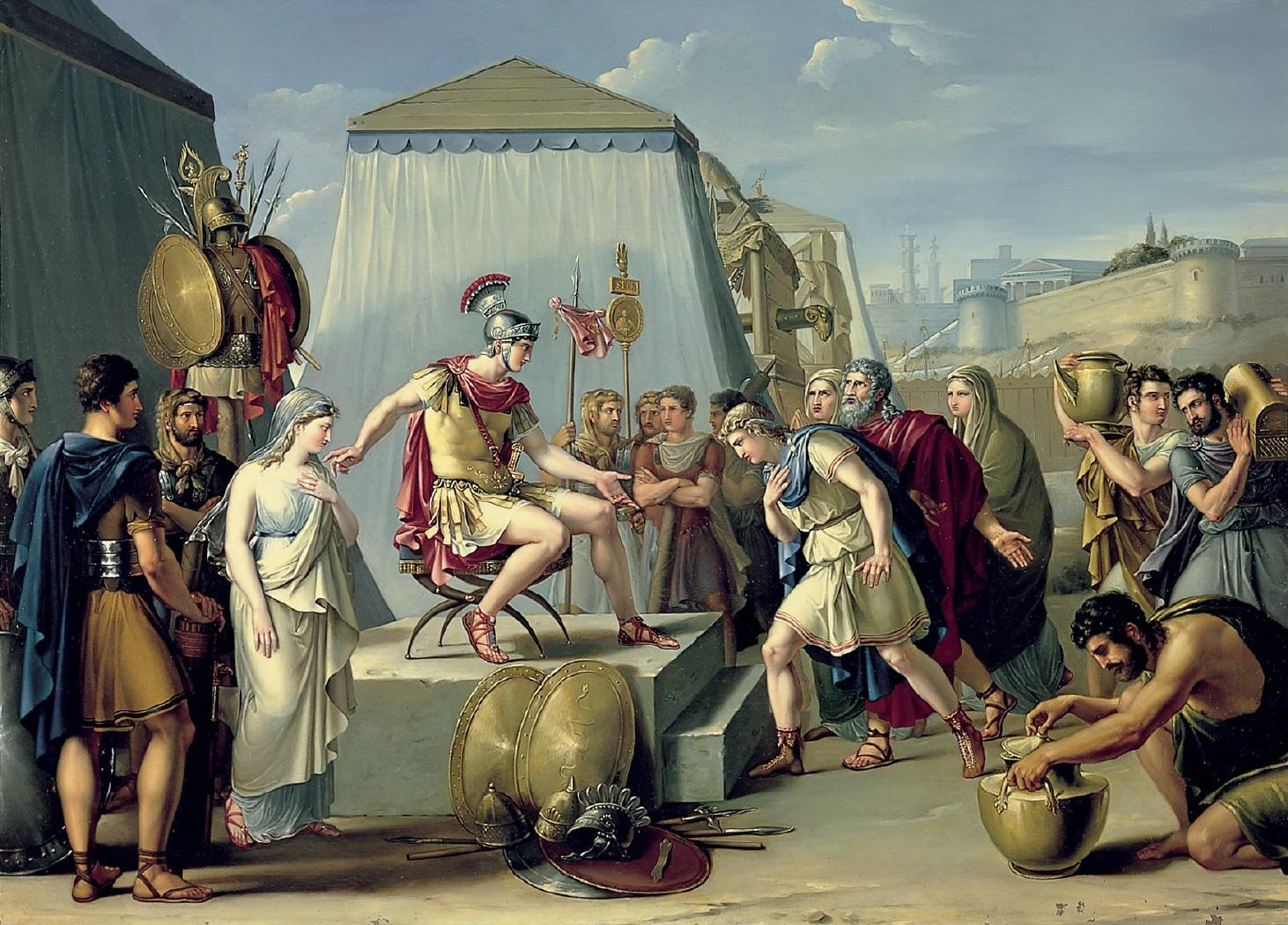
Сципион Африканский присоединяет к Римской империи большую часть Пиренейского полуострова
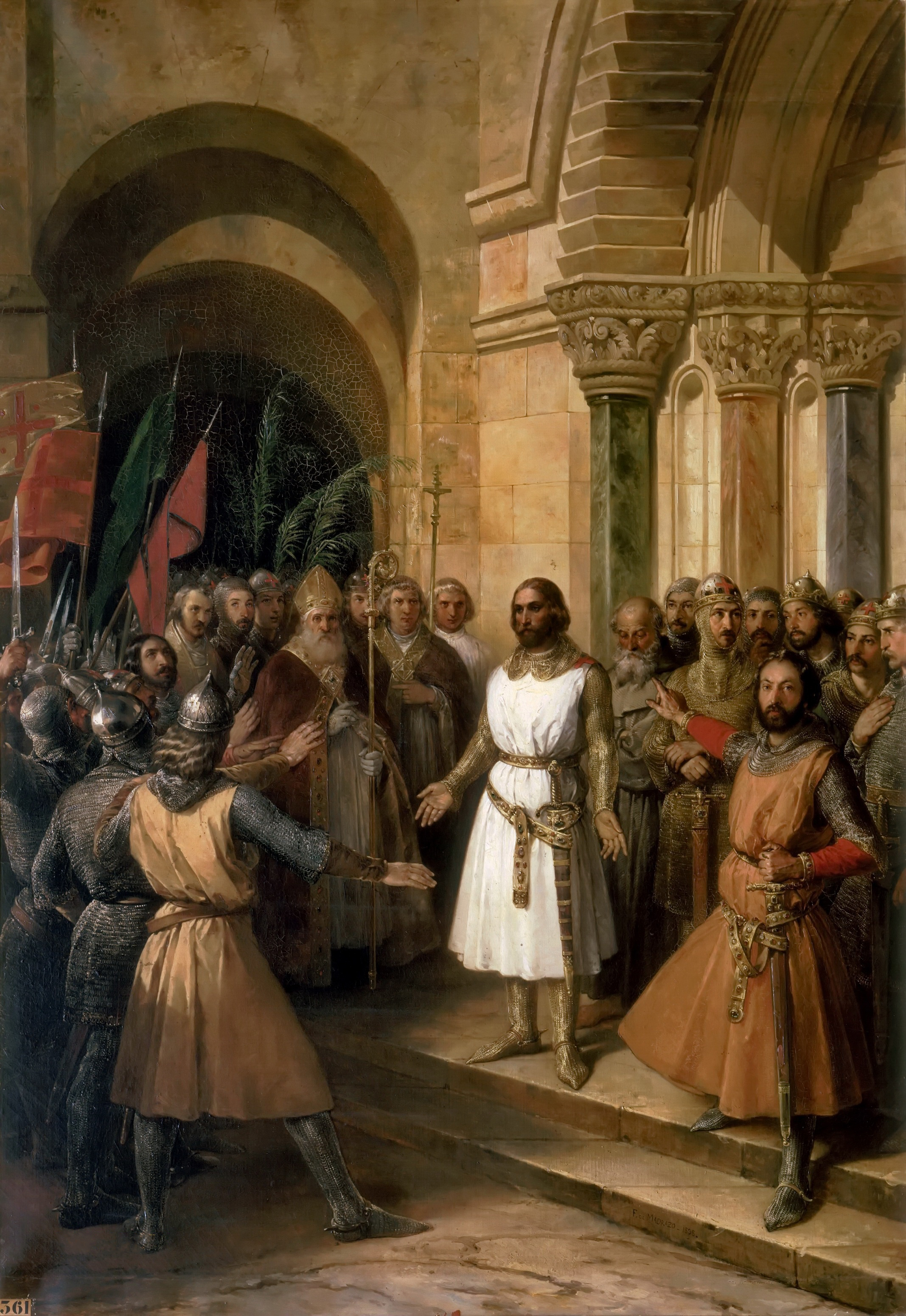
Провозглашение Готфрида Бульонского королём Иерусалима.
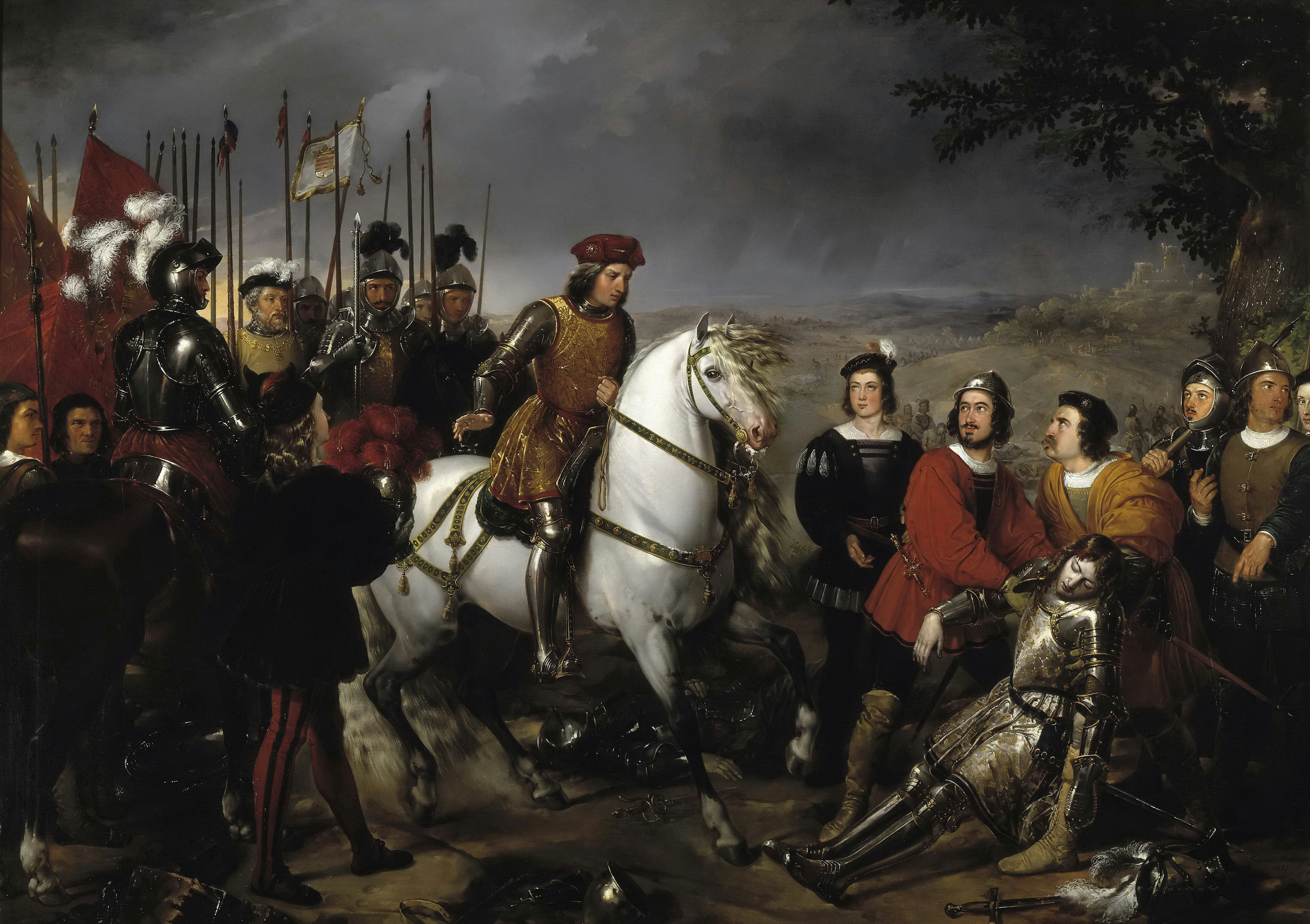
Великий Капитан в битве при Чериньоле находит тело герцога Немурского.
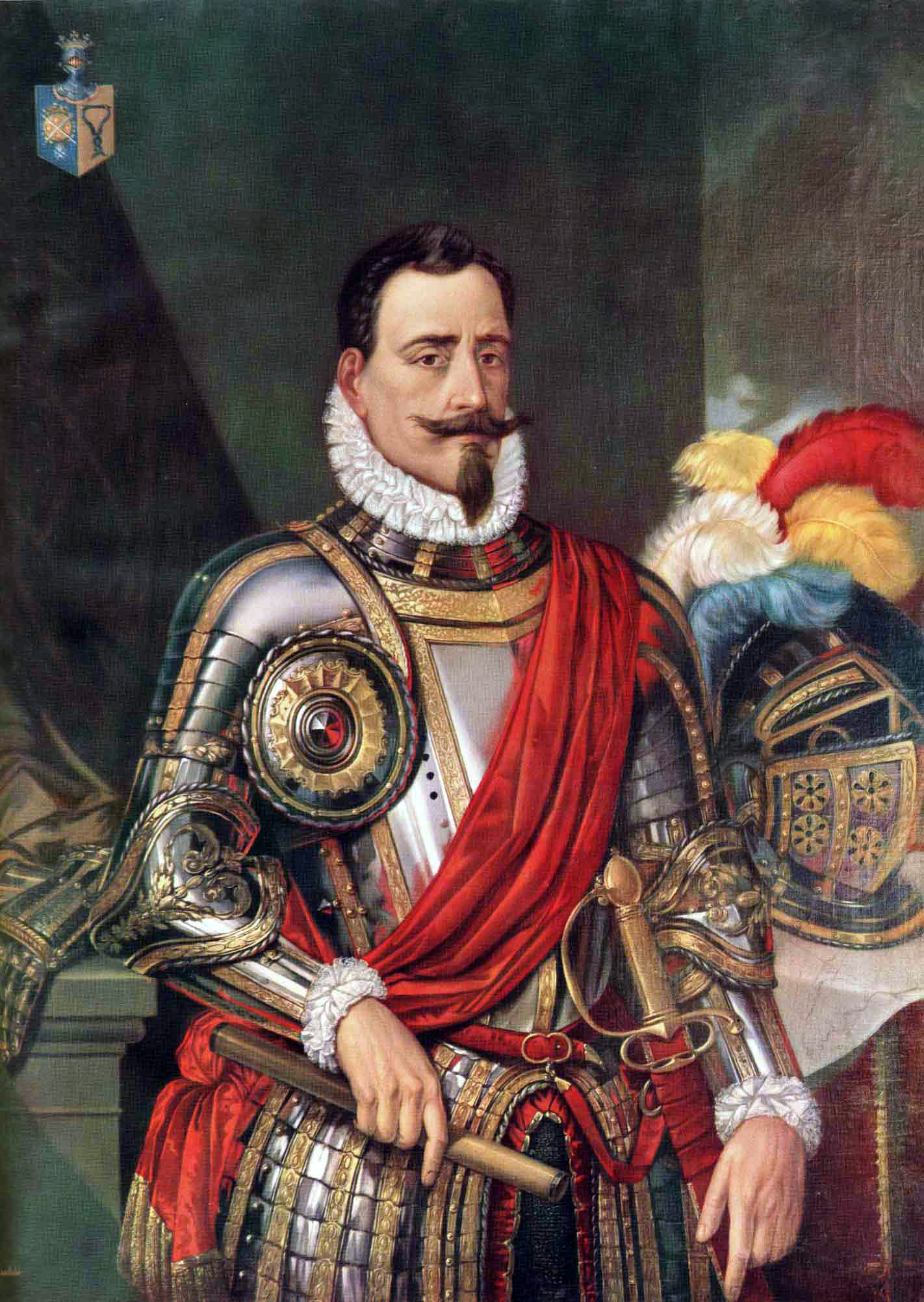
Конкистадор Педро де Вальдивия
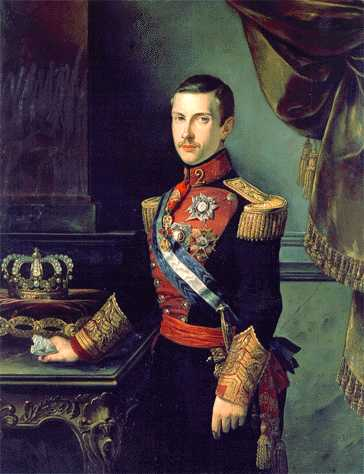
Принц-консорт Испании Франсиско де Асис Бурбон
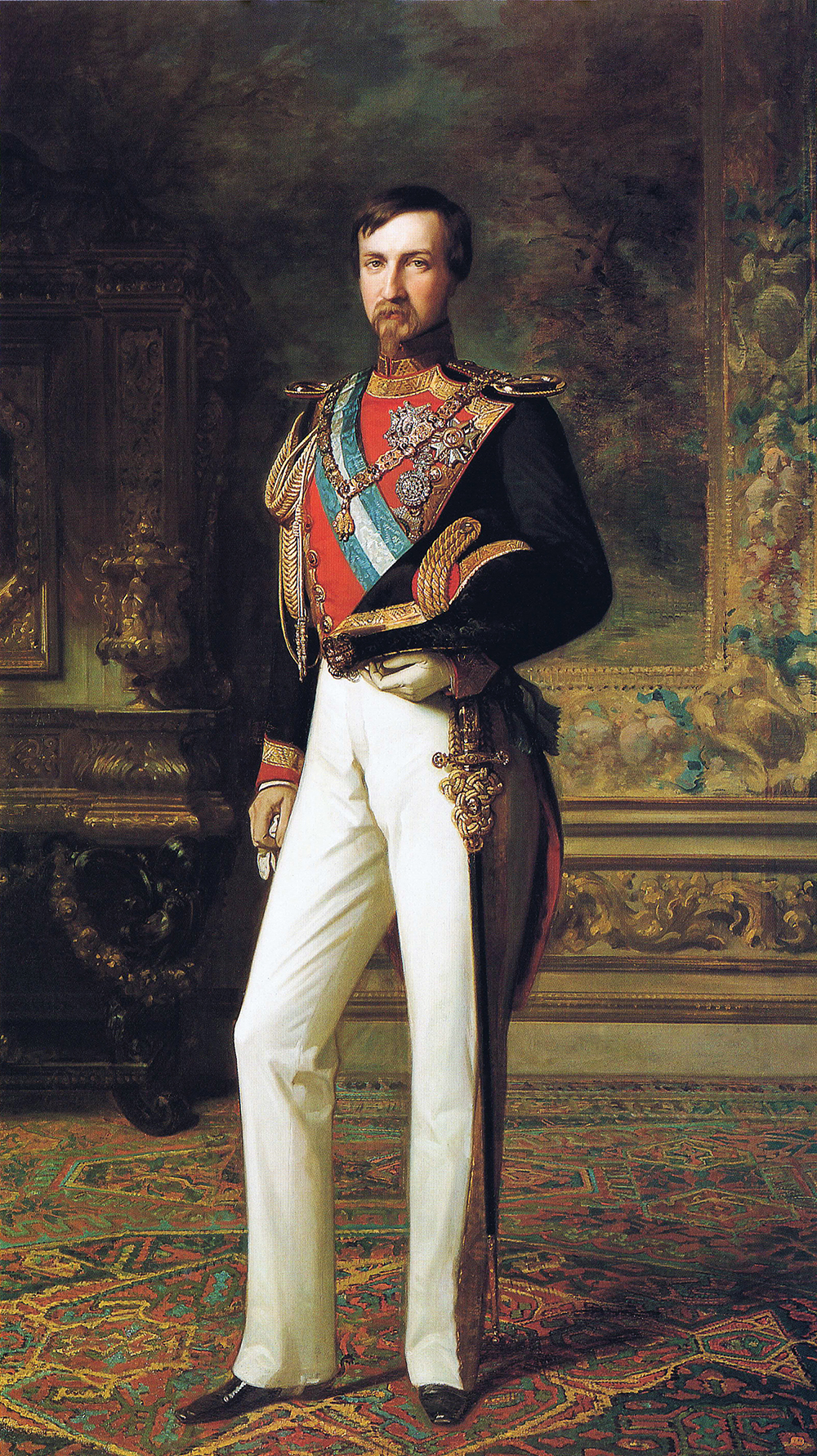
Антуан Орлеанский, герцог де Монпансье
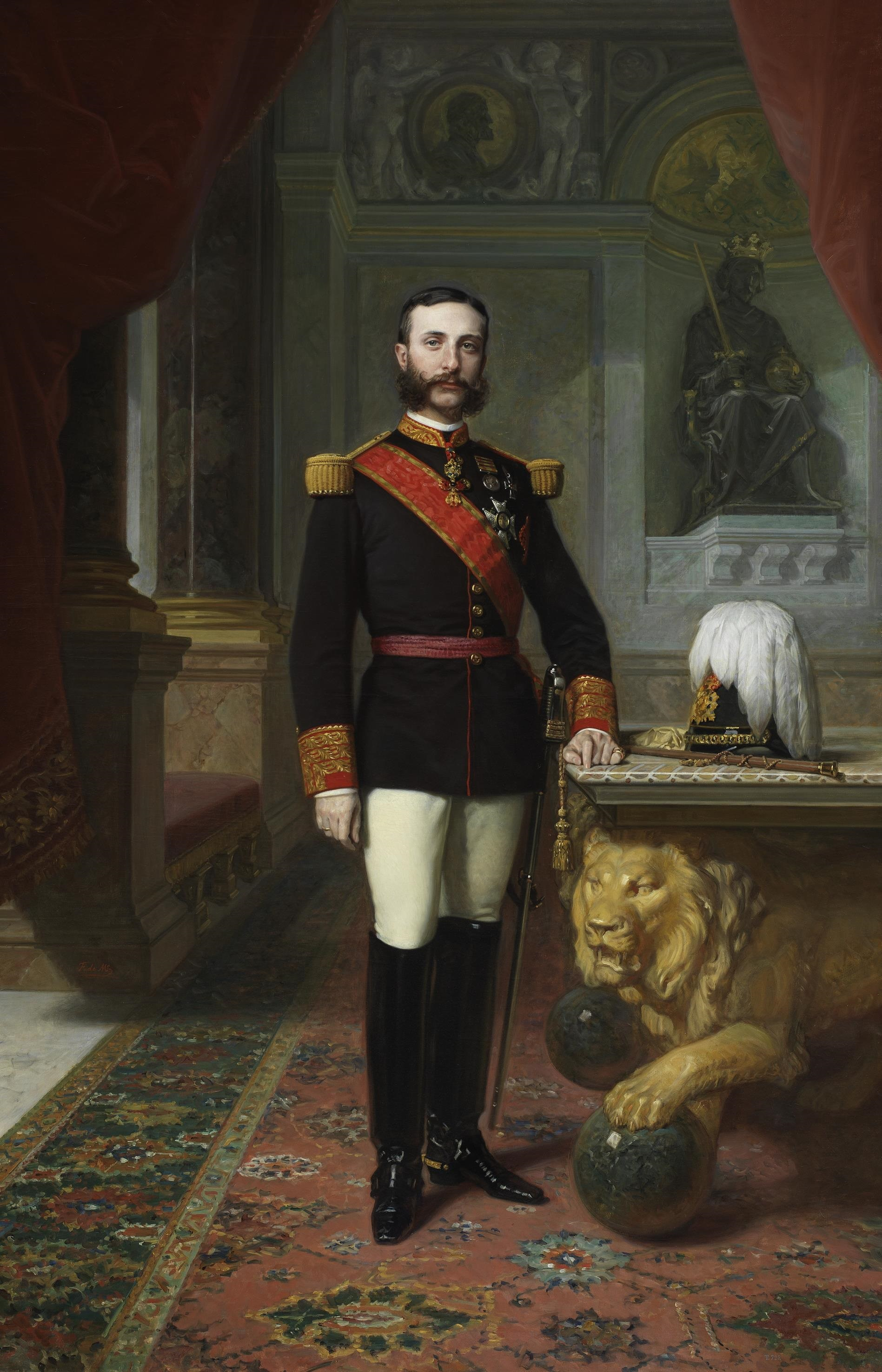
Король Альфонсо XII
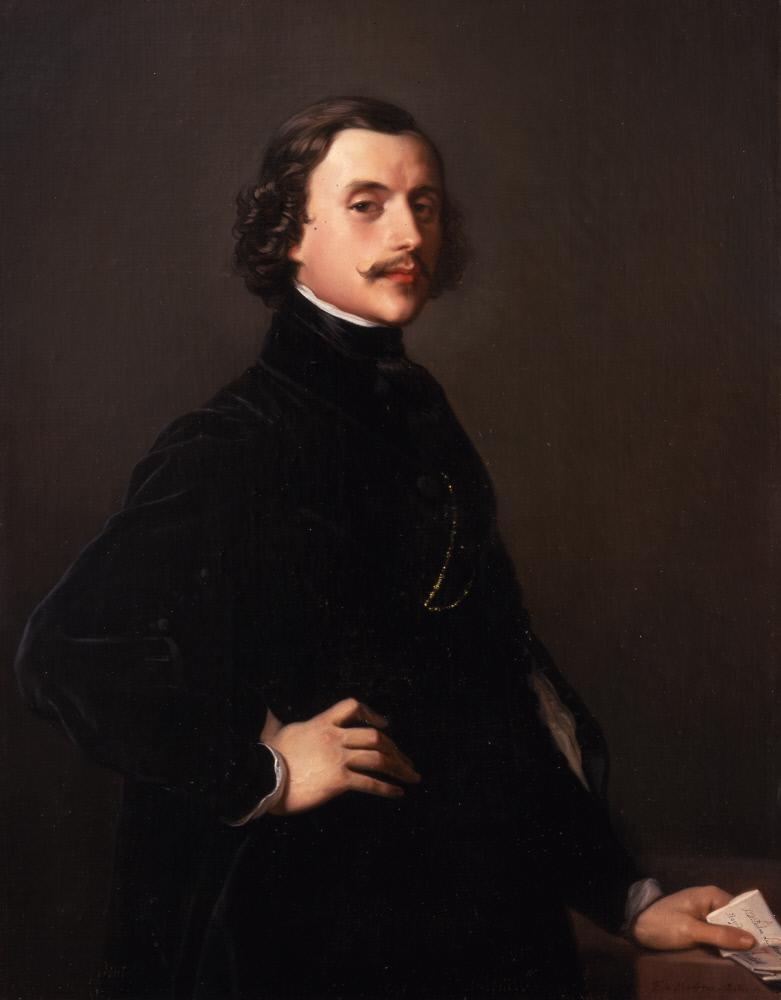
Портрет брата Педро